# Christopher Tucker
Christopher „Chris“ Robey Tucker (* 23. März 1941 in Hertford; † 14. Dezember 2022) war ein britischer Maskenbildner.

## Leben
Christopher Tucker wurde 1941 in Hertford als Sohn von Leslie und Leila Tucker geboren. Er besuchte das Elizabeth College in Guernsey und studierte später an der Londoner Guildhall School of Music and Drama. Ursprünglich strebte er eine Karriere als Opernsänger (Bass) an. Bei einigen Opernaufführungen experimentierte er Ende der 1960er Jahre erstmals mit plastischen Masken (prosthetic makeup). Bald verkaufte er seine prothetischen Nasen und Glatzenperücken über einen Londoner Kostümladen. Kurzzeitig arbeitete er bei Madame Tussauds. Seit den frühen 1970er Jahren zeichnete er für das Maskenbild zahlreicher Filmproduktionen verantwortlich.
Seine erste größere Produktion war 1970 die Shakespeare-Verfilmung Julius Caesar mit Charlton Heston und John Gielgud in den Hauptrollen. In den folgenden Jahren entwickelte er sich vor allem zum Spezialisten, um Schauspieler durch das Maskenbild älter wirken zu lassen. 1974 beendete er seine Karriere als Opernsänger.  Bei der Produktion von Krieg der Sterne wirkte er 1977 am Maskenbild der Schauspieler in der Cantina-Szene mit.
1980 engagierte ihn David Lynch für das Make-Up des von John Hurt dargestellten John Merrick im Filmdrama Der Elefantenmensch. Viele Filmschaffende waren der Ansicht, dass Tuckers Leistung für den Film mit einem Preis ausgezeichnet werden sollte. Allerdings gab es 1981 weder einen Oscar für das beste Make-Up noch einen BAFTA Award für die beste Maske. Eine Kampagne zur Schaffung einer Make-up-Kategorie bei den Oscars lief bereits, aber erst Tuckers Arbeit an Der Elefantenmensch überzeugte die Academy of Motion Picture Arts and Sciences dazu, eine Oscar-Kategorie für das beste Make-up zu schaffen. Die BAFTA folgte dem Beispiel ein Jahr später.
Für das Make-Up im Abenteuerfilm Am Anfang war das Feuer (1981) von Jean-Jacques Annaud gewann Tucker zusammen mit Michèle Burke und Sarah Monzani den BAFTA Award für die beste Maske. Burke und Monzani wurden bei der Oscarverleihung 1983 auch mit dem Oscar für das beste Make-Up ausgezeichnet. 1985 erhielt Tucker zwei weitere Nominierungen für den BAFTA Award für sein Make-Up (mit Jane Royle) und die Spezial-Effekte (mit Alan Whibley) in Neil Jordans Fantasyfilm Die Zeit der Wölfe.
Daneben arbeitete Tucker auch als Maskenbildner für Fernseh- und Bühnenproduktionen sowie Werbespots. Bei der Originalproduktion des Musicals Das Phantom der Oper kreierte Tucker 1986 das Make-Up des von Michael Crawford dargestellten Phantoms. Tucker arbeitete über 35 Jahre weltweit an diversen Produktionen des Phantoms der Oper.
Seine erste Ehe mit Marian Flint endete 1971 durch Scheidung. 2013 heiratete Tucker die Maskenbildnerin Sinikka Ikaheimo, mit der er zuvor bereits über 30 Jahre liiert war.
Er starb am 14. Dezember 2022 an den Folgen einer Streptokokkeninfektion im Alter von 81 Jahren.

## Filmografie (Auswahl)
- 1970: Julius Caesar
- 1971: Der Mittler (The Go-Between)
- 1973: Bequest to the Nation
- 1973: Die Odyssee der Neptun (The Neptune Factor)
- 1974: Zardoz
- 1974: Vampira
- 1974: Barry McKenzie Holds His Own
- 1974: Doing the Best I Can
- 1976: Ich, Claudius, Kaiser & Gott (I, Claudius, Miniserie, 13 Episoden)
- 1977: Krieg der Sterne (Star Wars)
- 1978: The Boys from Brazil
- 1979: Die Buddenbrooks (Fernsehserie, 11 Episoden)
- 1980: Der Elefantenmensch (The Elephant Man)
- 1981: Am Anfang war das Feuer (La Guerre du feu)
- 1982: Am Rande des Abgrunds (Five Days One Summer)
- 1983: Der vierte Mann (De vierde man)
- 1983: Der Sinn des Lebens (The Meaning of Life)
- 1984: Die Zeit der Wölfe (The Company of Wolves)
- 1984: Der Wüstenplanet (Dune)
- 1985: Wetherby
- 1985: Einstein (Miniserie, 4 Episoden)
- 1985: The Comic
- 1986: Reise in die Unendlichkeit (Le passage)
- 1988: Melba (Miniserie, 8 Episoden)
- 1988: Vreme na nasilie
- 1988: Feuersturm und Asche (War and Remembrance, Miniserie, 2 Episoden)
- 1988: High Spirits
- 1988: Great Performances (Fernsehserie, 1 Episode)
- 1989: Das Spinnennetz
- 1990: Night of the Fox (Fernsehfilm)
- 1990–1991: She-Wolf of London (Fernsehserie, 11 Episoden)
- 1995: All Men Are Mortal
- 2005: Black